# Paula Badosa Gibert
Dit is een Spaanse naam; Badosa is de vadernaam en Gibert is de moedernaam.
Paula Badosa Gibert (New York, 15 november 1997) is een tennisspeelster uit Spanje. Zij begon op zevenjarige leeftijd met het spelen van tennis. Haar favoriete ondergrond is hardcourt. Zij speelt rechtshandig en heeft een tweehandige backhand.

## Loopbaan
In 2015 speelde Badosa Gibert in Miami met een wildcard haar eerste WTA-wedstrijden als prof – zij bereikte er de derde ronde. Twee maanden later won zij de meisjesenkelspelfinale van Roland Garros, door Russin Anna Kalinskaja te verslaan.
In oktober 2018 kwam zij binnen in de top 150 van de wereldranglijst.
Zij speelde haar eerste grandslampartij op het Australian Open in 2019, nadat zij met succes het kwalificatietoernooi had doorlopen. In augustus 2019 kwam zij binnen in de top 100.
In 2020 bereikte zij op Roland Garros de vierde ronde in het enkelspel.
In april 2021 versloeg zij op het WTA-toernooi van Charleston de nummer één op de wereldranglijst, de Australische Ashleigh Barty. Een maand later bereikte zij op het WTA-toernooi van Madrid de halve finale, waar Barty revanche nam – hiermee kwam Badosa binnen in de top 50 van de wereldranglijst. Later in mei stond zij voor het eerst in een WTA-finale, op het WTA-toernooi van Belgrado – hier veroverde zij haar eerste titel, door de Kroatische Ana Konjuh te verslaan. In juni bereikte zij de kwartfinale op Roland Garros, haar beste grandslamresultaat tot dat moment. In oktober won zij het WTA 1000-toernooi van Indian Wells door vijf geplaatste speelsters op rij te verslaan: Cori Gauff (15), Barbora Krejčíková (3), Angelique Kerber (10), Ons Jabeur (12) en in de finale Viktoryja Azarenka (27). Hiermee kwam zij binnen op de top 20 van de wereldranglijst – in november haakte zij nipt aan op de top 10. Nadat zij op het eindejaarstoernooi de halve finale wist te bereiken, steeg zij naar de achtste plek.
In januari 2022 won Badosa het WTA 500-toernooi van Sydney – hiermee steeg zij naar de zesde plaats van de wereldranglijst. Na het bereiken van de vierde ronde op het Australian Open, de halve finale op het WTA-toernooi van Indian Wells, de kwartfinale op het WTA-toernooi van Miami en de halve finale op het WTA-toernooi van Stuttgart klom zij nog naar de tweede positie in april.
Door een hardnekkige en langdurige onderrugblessure zakte Badosa naar ranglijstpositie 140 (in mei 2024). In augustus won zij haar vierde WTA-titel, op het toernooi van Washington – in de finale versloeg zij de Tsjechische Marie Bouzková. Zo klom zij terug naar plek 40.

## Posities op deWTA-ranglijst
Positie per einde seizoen:
| jaar | rang enkelspel | rang dubbelspel |
| ---- | -------------- | --------------- |
| 2013 | 678            | –               |
| 2014 | 366            | 740             |
| 2015 | 220            | –               |
| 2016 | 314            | 1119            |
| 2017 | 247            | –               |
| 2018 | 143            | 1156            |
| 2019 | 97             | 542             |
| 2020 | 70             | 637             |
| 2021 | 8              | 195             |
| 2022 | 13             | 190             |
| 2023 | 66             | 354             |

## Resultaten grandslamtoernooien
| Legenda | Legenda                          |
| ------- | -------------------------------- |
| g.t.    | geen toernooi gehouden           |
| l.c.    | lagere categorie                 |
| –       | niet deelgenomen                 |
| G       | uitgeschakeld in de groepsfase   |
| 1R      | uitgeschakeld in de eerste ronde |
| 2R      | uitgeschakeld in de tweede ronde |
| 3R      | uitgeschakeld in de derde ronde  |
| 4R      | uitgeschakeld in de vierde ronde |
| KF      | uitgeschakeld in de kwartfinale  |
| HF      | uitgeschakeld in de halve finale |
| F       | de finale verloren               |
| W       | het toernooi gewonnen            |
| w-v     | winst/verlies-balans             |

### Enkelspel
| toernooi        | 2019 | 2020 | 2021 | 2022 | 2023 | 2024 |
| --------------- | ---- | ---- | ---- | ---- | ---- | ---- |
| Australian Open | 1R   | 2R   | 1R   | 4R   | –    | 3R   |
| Roland Garros   | –    | 4R   | KF   | 3R   | –    | 3R   |
| Wimbledon       | 1R   | g.t. | 4R   | 4R   | 2R   | 4R   |
| US Open         | 1R   | 1R   | 2R   | 2R   | –    |      |

### Vrouwendubbelspel
| toernooi        | 2020 | 2021 |
| --------------- | ---- | ---- |
| Australian Open | –    | 2R   |
| Roland Garros   | 1R   | 1R   |
| Wimbledon       | g.t. | 2R   |
| US Open         | –    | –    |

## Palmares
| Legenda                 |
| ----------------------- |
| Grandslamtoernooi       |
| Olympische Spelen       |
| Year-End Championships  |
| Premier Mandatory       |
| Premier Five / WTA 1000 |
| Premier / WTA 500       |
| International / WTA 250 |
| Challenger / WTA 125    |

### Overwinningen op een regerend nummer 1
Badosa Gibert heeft tot op heden éénmaal een partij tegen een op dat ogenblik heersend leider van de wereldranglijst gewonnen (peildatum 9 april 2021):
| nr. | datum      | toernooi       | ronde       | tegenstandster | score    |         |
| --- | ---------- | -------------- | ----------- | -------------- | -------- | ------- |
| 1.  | 2021-04-09 | WTA Charleston | kwartfinale | Ashleigh Barty | 6-4, 6-3 | details |

### WTA-finaleplaatsen enkelspel
| nr.              | finale     | toernooi         | ondergrond | tegenstandster     | score          |         |
| ---------------- | ---------- | ---------------- | ---------- | ------------------ | -------------- | ------- |
| gewonnen finales |            |                  |            |                    |                |         |
| 1.               | 2021-05-22 | WTA Belgrado     | gravel     | Ana Konjuh         | 6-2, 2-0, opg. | details |
| 2.               | 2021-10-17 | WTA Indian Wells | hardcourt  | Viktoryja Azarenka | 7-6, 2-6, 7-6  | details |
| 3.               | 2022-01-15 | WTA Sydney       | hardcourt  | Barbora Krejčíková | 6-3, 4-6, 7-6  | details |
| 4.               | 2024-08-04 | WTA Washington   | hardcourt  | Marie Bouzková     | 6-1, 4-6, 6-4  | details |
| verloren finales |            |                  |            |                    |                |         |
| geen             |            |                  |            |                    |                |         |